# 第72回アカデミー賞
第72回アカデミー賞（だい72かいアカデミーしょう）は、2000年3月26日に発表・授賞式が行われた。司会は7度目となるビリー・クリスタル。

## 受賞結果一覧
- 作品賞: 『アメリカン・ビューティー』
- 監督賞: サム・メンデス - 『アメリカン・ビューティー』
- 主演男優賞: ケヴィン・スペイシー - 『アメリカン・ビューティー』
- 主演女優賞: ヒラリー・スワンク - 『ボーイズ・ドント・クライ』
- 助演男優賞: マイケル・ケイン - 『サイダー・ハウス・ルール』
- 助演女優賞: アンジェリーナ・ジョリー - 『17歳のカルテ』
- 脚本賞: アラン・ボール - 『アメリカン・ビューティー』
- 脚色賞: ジョン・アーヴィング - 『サイダーハウス・ルール』
- 撮影賞: コンラッド・L・ホール - 『アメリカン・ビューティー』
- 編集賞:『マトリックス』
- 美術賞:『スリーピー・ホロウ』
- 衣装デザイン賞:『トプシー・ターヴィー』
- メイクアップ賞:『トプシー・ターヴィー』
- 作曲賞: ジョン・コリリアーノ - 『レッド・バイオリン』
- 歌曲賞: フィル・コリンズ - 『ターザン』
- 録音賞: 『マトリックス』
- 音響編集賞: 『マトリックス』
- 視覚効果賞: 『マトリックス』
- 外国語映画賞: 『オール・アバウト・マイ・マザー』
- 長編ドキュメンタリー映画賞: 『ブラック・セプテンバー/五輪テロの真実』
- 短編ドキュメンタリー映画賞: 『King Gimp』
- 短編アニメ映画賞: 『老人と海（ロシア語版）』
- 短編実写映画賞: 『My Mother Dreams the Satan's Disciples in New York』

- アーヴィング・タールバーグ記念賞: ウォーレン・ビーティ
- 名誉賞: アンジェイ・ワイダ

## 概要
2000年に開催されたアカデミー賞では、授賞式の18日前に、55体のオスカー像が盗まれるという事態が起こった。授賞式前に52体がロサンゼルス市内の食料品店のゴミ箱で見つかったが、アカデミーはすでに別のオスカーを用意した後であった。
部門に関して、1995年からドラマ部門とコメディ・ミュージカル部門に分かれていた作曲賞が１つになった。

## 式典
72回目となったアカデミー賞は、これまでで一番費用のかかった式典となった。また、式典自体が4時間を超え、これまでで一番長いものとなった。結局、8部門にノミネートされていたサム・メンデスの『アメリカン・ビューティー』が、作品賞、監督賞、主演男優賞など5部門を受賞。
司会のピリー・クリスタルは、『サイコ』『スパルタカス』『シックス・センス』『グリーンマイル』『ゴッドファーザー』『インサイダー』『アメリカン・ビューティー』『サイダー・ハウス・ルール』といった作品のパロディ映像で観客を楽しませた。
その他、『サウス・パーク』のクリエイターであるトレイ・パーカーとマット・ストーンが、それぞれ前回のオスカーでグウィネス・パルトローが着たピンク色のドレスと、前年のグラミー賞でジェニファー・ロペスが着たシースルーの緑色のドレスを着て現れ、話題となった。

### In Memoriam
1999年に亡くなった映画関係者を偲ぶIn Memoriamのプレゼンターはエドワード・ノートンが務め、俳優のシルヴィア・シドニー、ジム・ヴァーニー、ルース・ローマン、デスモンド・リュウェリン、ヘディ・ラマー、ヴィクター・マチュア、オリヴァー・リード、ダーク・ボガード、リラ・ケドロヴァ、マデリーン・カーン、ジョージ・C・スコット、監督のロベール・ブレッソン、ロジェ・ヴァディム、エドワード・ドミトリク、脚本家のマリオ・プーゾ、ガーソン・ケニンらの功績を称えた。しかし、この中にデフォレスト・ケリーが入っていなかったため、後にスタートレック・ファンが抗議した。

## 候補と受賞の一覧
太字は受賞である。また、以下での人名表記は
1. 作品の日本語公式情報およびAMPAS公式サイトの日本版とWOWOWによる授賞式放送での表記に準ずる。
2. 見当たらない場合はデータベースサイトなどを参考。
3. それでもない場合は英語表記のままとする。

### 作品賞
- アメリカン・ビューティー
- インサイダー
- グリーンマイル
- サイダーハウス・ルール
- シックス・センス

### 監督賞
- サム・メンデス - アメリカン・ビューティー
- マイケル・マン - インサイダー
- ラッセ・ハルストレム - サイダーハウス・ルール
- M・ナイト・シャマラン - シックス・センス
- スパイク・ジョーンズ - マルコヴィッチの穴

### 主演男優賞
- ケヴィン・スペイシー - アメリカン・ビューティー
- ラッセル・クロウ - インサイダー
- ショーン・ペン - ギター弾きの恋
- デンゼル・ワシントン - ザ・ハリケーン
- リチャード・ファーンズワース - ストレイト・ストーリー

### 主演女優賞
- アネット・ベニング - アメリカン・ビューティー
- ジュリアン・ムーア - ことの終わり
- ヒラリー・スワンク - ボーイズ・ドント・クライ
- メリル・ストリープ - ミュージック・オブ・ハート
- ジャネット・マクティア - Tumbleweeds

### 助演男優賞
- マイケル・クラーク・ダンカン - グリーンマイル
- マイケル・ケイン - サイダーハウス・ルール
- ハーレイ・ジョエル・オスメント - シックス・センス
- トム・クルーズ - マグノリア
- ジュード・ロウ - リプリー

### 助演女優賞
- アンジェリーナ・ジョリー - 17歳のカルテ
- サマンサ・モートン - ギター弾きの恋
- トニ・コレット - シックス・センス
- クロエ・セヴィニー - ボーイズ・ドント・クライ
- キャサリン・キーナー - マルコヴィッチの穴

### 脚本賞
- アラン・ボール - アメリカン・ビューティー
- M・ナイト・シャマラン - シックス・センス
- マイク・リー - トプシー・ターヴィー
- ポール・トーマス・アンダーソン - マグノリア
- チャーリー・カウフマン - マルコヴィッチの穴

### 脚色賞
- マイケル・マン、エリック・ロス - インサイダー
- フランク・ダラボン - グリーンマイル
- ジョン・アーヴィング - サイダーハウス・ルール
- アレクサンダー・ペイン、ジム・テイラー - ハイスクール白書 優等生ギャルに気をつけろ!
- アンソニー・ミンゲラ - リプリー

### 撮影賞
- コンラッド・L・ホール - アメリカン・ビューティー
- ダンテ・スピノッティ - インサイダー
- ロジャー・プラット - ことの終わり
- エマニュエル・ルベツキ - スリーピー・ホロウ
- ロバート・リチャードソン - ヒマラヤ杉に降る雪

### 編集賞
- タリク・アンウォー - アメリカン・ビューティー
- ウィリアム・ゴールデンバーグ、デヴィッド・ローゼンブルーム、ポール・ルベル - インサイダー
- リサ・ゼノ・チャーギン - サイダーハウス・ルール
- アンドリュー・モンドシェイン - シックス・センス
- ザック・ステンバーグ - マトリックス

### 美術賞
- アンナと王様 - ルチアーナ・アリジ（美術監督）、イアン・ホイッティカー（装置）
- サイダーハウス・ルール - デイヴィッド・グロープマン（美術監督）、ベス・ルビノ（装置）
- スリーピー・ホロウ - リック・ハインリクス（美術監督）、ピーター・ヤング（装置）
- トプシー・ターヴィー – イヴ・スチュワート（美術監督）、ジョン・ブッシュ（装置）
- リプリー – ロイ・ウォーカー（美術監督）、ブルーノ・セサリ（装置）

### 衣装デザイン賞
- ジェニー・ビーヴァン - アンナと王様
- コリーン・アトウッド - スリーピー・ホロウ
- ミレーナ・カノネロ - タイタス
- イヴ・スチュワート、ジョン・ブッシュ - トプシー・ターヴィー
- ブルーノ・チェザーリ、ロイ・ウォーカー - リプリー

### メイクアップ賞
- グレッグ・キャノン - アンドリューNDR114
- Trefor Proud、クリスティーン・ブランデル - オースティン・パワーズ:デラックス
- リック・ベイカー - エディ&マーティンの逃走人生
- ミシェル・バーク、マイク・スミスソン - トプシー・ターヴィー

### 作曲賞
- トーマス・ニューマン - アメリカン・ビューティー
- ジョン・ウィリアムズ - アンジェラの灰
- レイチェル・ポートマン - サイダーハウス・ルール
- ガブリエル・ヤレド - リプリー
- ジョン・コリリアーノ - レッド・バイオリン

### 歌曲賞
- “Blame Canada” by トレイ・パーカー、マーク・シャイマン - サウスパーク/無修正映画版
- “You'll Be in My Heart” by フィル・コリンズ - ターザン
- “When She Loved Me” by ランディ・ニューマン - トイ・ストーリー2
- “Save Me” by エイミー・マン - マグノリア
- “Music of My Heart” by ダイアン・ウォーレン - ミュージック・オブ・ハート

### 録音賞
- アンディ・ネルソン、ダグ・ヘムフィル、リー・オルロフ - インサイダー
- ロバート・J・リット（英語版）、エリオット・タイソン（英語版）、マイケル・ハービック（英語版）、ウィリー・D・バートン（英語版） - グリーンマイル
- ゲイリー・ライドストロム、トム・ジョンソン、ショーン・マーフィ（英語版）、ジョン・ミッドグレイ（英語版） - スター・ウォーズ エピソード1/ファントム・メナス
- レスリー・シャッツ（英語版）、クリス・カーペンター（英語版）、リック・クライン、クリス・ムンロ - ハムナプトラ/失われた砂漠の都
- ジョン・T・リッツ、グレッグ・ルドロフ、デヴィッド・E・キャンベル、デヴィッド・リー（英語版） - マトリックス

### 音響編集賞
- トム・エルフォード、ベン・バート - スター・ウォーズ エピソード1/ファントム・メナス
- Richard Hymns, Ren Klyce - ファイト・クラブ
- デーン・A・デイヴィス - マトリックス

### 視覚効果賞
- デニス・ミュレン、ジョン・ノール、スコット・スキヤーズ、ロブ・コールマン - スター・ウォーズ エピソード1/ファントム・メナス
- ジョン・ダイクストラ、ジェローム・チェン、エリック・アラード、ヘンリー・アンダーソン - スチュアート・リトル
- ジョン・サム、スティーヴ・コートリー、ジャネク・シルス、ジョン・ガータ - マトリックス

### 外国語映画賞
- イースト/ウェスト 遥かなる祖国 - レジス・ヴァルニエ（フランス）
- オール・アバウト・マイ・マザー - ペドロ・アルモドヴァル（スペイン）
- 太陽の誘い - コリン・ナトリー（スウェーデン）
- キャラバン - エリック・ヴァリ（ネパール）
- Solomon and Gaenor – ポール・モリソン（イギリス）

### 長編ドキュメンタリー映画賞
- ブエナ・ビスタ・ソシアル・クラブ - ヴィム・ヴェンダース
- ［ブラック・セプテンバー］ミュンヘン・テロ事件の真実 - アーサー・コーン、ケヴィン・マクドナルド
- Genghis Blues - ロコ・ベリック
- On the Ropes - ブレット・モーゲン、ナネット・バースタイン
- Speaking in Strings - パオラ・ディ・フロリオ

### 短編ドキュメンタリー映画賞
- Eyewitness – バート・ヴァン・ブロック
- King Gimp – ウィリアム・A・ホワイトフォード
- The Wildest Show in the South: The Angola Prison Rodeo – ジョナサン・スタック、Simeon Soffer

### 短編アニメ映画賞
- 老人と海 - アレクサンドル・ペトロフ
- Humdrum - Peter Peake
- My Grandmother Ironed the King's Shirts – トリル・コーヴ
- Three Misses - Paul Dreissen
- When the Day Breaks – アマンダ・フォービス、ウェンディ・ティルビー

### 短編実写映画賞
- Bror, min bror - Henrik Ruben Genz、Michael W. Horsten
- Killing Joe - メヒディ・ノロウジアン、スティーヴ・ワックス
- Kleingeld - Marc-Andreas Bochert、Gabriele Lins
- Major and Minor Miracles – モーリス・オルソン
- My Mother Dreams the Satan's Disciples in New York - Barbara Schock